# Loutráki (Héraklion)
Loutráki (en grec moderne : Λουτράκι), est un village du dème de Malevízi, de l'ancienne municipalité de Krousónas, dans le district régional d'Héraklion en Crète, en Grèce. Selon le recensement de 2001, il compte 214 habitants.

## Histoire
Le nom du village faits référence aux bains (sources chaudes) de l'époque romaine. Le recensement vénitien (K 102) de Kastrofylakas (1583) mentionne Lutrachi avec 65 habitants.

## Source de la traduction
- (el) Cet article est partiellement ou en totalité issu de l’article de Wikipédia en grec moderne intitulé « Λουτράκι Κρουσώνα Ηρακλείου » (voir la liste des auteurs).